# Arnaville
Arnaville ist eine französische Gemeinde mit 561 Einwohnern (Stand 1. Januar 2022) im Département Meurthe-et-Moselle in der Region Grand Est (bis 2015 Lothringen).

## Geografie
Die Gemeinde Arnaville liegt an der Mündung der Rupt de Mad in die Mosel, etwa auf halbem Weg zwischen Metz und Pont-à-Mousson. Das Gemeindegebiet ist Teil des Regionalen Naturparks Lothringen und grenzt im Norden und Osten an das Département Moselle.

## Geschichte
Der Ort wurde 851 erstmals als villa Arnoldi erwähnt und gehört seit 1766 zu Frankreich. Nach dem Deutsch-Französischen Krieg war Arnaville von 1871 bis 1918 vorübergehend Grenzstadt zum Deutschen Reich.
Ab dem 10. September 1944 erkämpften US-Truppen sich bei Arnaville gegen den Widerstand von Wehrmacht-Truppen einen Übergang über die Mosel.

### Bevölkerungsentwicklung
| Jahr      | 1962 | 1968 | 1975 | 1982 | 1990 | 1999 | 2007 | 2019 |
| Einwohner | 665  | 663  | 640  | 583  | 597  | 609  | 583  | 563  |

## Persönlichkeiten
- Jeanne Chaton (1899–1989), Frauenrechtlerin und Pazifistin

## Sehenswürdigkeiten
- Kirche Saint-Étienne aus dem 18. Jahrhundert
- Friedhofskapelle Notre-Dame-du-Mont-Carmel aus dem 18. Jahrhundert (Altar als Monument historique geschützt)